# Епархия Саскатуна (грекокатолическая)
Епархия Саскатуна (лат.  Eparchia Saskatoonensis Ucrainorum, укр.  Саскатунська єпархія ) — епархия Украинской грекокатолической церкви с центром в городе Саскатун, Канада. Епархия Саскатуна входит в Виннипегскую митрополию. Юрисдикция епархии Саскатуна распространяется на провинцию Саскачеван. Кафедральным собором епархии Саскатуна является собор святого Георгия в городе Саскатун.

## История
10 марта 1951 года Римский папа Пий XII издал буллу De Ruthenorum, которой учредил Апостольский экзархат Саскатчевана, выделив его из Апостольского экзархата Центральной Канады.
3 ноября 1956 года Римский папа Пий XII издал буллу Hanc Apostolicam, которой преобразовал Апостольский экзархат Саскатчевана в епархию Саскатуна.

## Ординарии епархии
- епископ Андрей Роборецкий (10.03.1951 — 24.10.1982);
- епископ Василий Филевич (5.12.1983 — 6.11.1995);
- епископ Корнелий Пасичный (6.11.1995 — 1.07.1998);
- епископ Михаил Вивчар (29.11.2000 — 2.05.2008);
- епископ Брайан Байда (2.05.2008 — по настоящее время).

## Источник
- Annuario Pontificio, Libreria Editrice Vaticana, Città del Vaticano, 2003, ISBN 88-209-7422-3
- Булла De Ruthenorum, AAS 43 (1951), стр. 544  (лат.)
- Булла Hanc Apostolicam, AAS 49 (1957), стр. 262  (лат.)